# Hospici d'Olot
L'antic Hospici d'Olot és un edifici històric del segle xviii de composició austera, un exemple remarcable de l’arquitectura academicista.
El desembre de l'any 2020 va ser declarat Bé Cultural d'Interès Nacional, en la categoria de Monument Històric.
Construït a finals del segle XVIII (1779-1784) mercès a una deixa testamentària d'Antoni Llopis i a d'altres aportacions del bisbe Lorenzana, i projectat per Ventura Rodríguez (1779-1784), fou creat per a usos múltiples: escola, habitatge de mestres, beneficència i escola de Belles Arts que estigué a la base de l'anomenada escola paisatgística d'Olot, fundada per Lorenzana com a filial de l'Escola de Belles Arts de Barcelona. El primer director fou Joan Carles Panyó, pintor i arquitecte. Durant la guerra Gran (1793-95), l'Hospici fou habilitat com a caserna i novament ho fou durant la Tercera Guerra Carlina (1874). Actualment hostatja, entre d'altres, les sales d'exposició permanent del Museu de la Garrotxa i la seu de l'Observatori del Paisatge de Catalunya. També, des de fa segles, fa de "casa" dels gegants d'Olot, els quals només surten de l'edifici en dues ocasions, per les Festes del Tura i per la festa del Corpus.

## Descripció
Exteriorment és un gran bloc paral·lepipèdic de tres pisos, amb els murs de paredat sense arrebossar. Els angles de l'edifici són de carreus així com els emmarcaments de les finestres que s'obren tot al llarg de les façanes als tres nivells
L'edifici és construït al voltant de dos patis entre els quals hi ha la capella. El pati posterior neoclàssic, anomenat dels claustres, té, als seus quatre costats, tres pisos amb arcades de mig punt sobre pilastres de base quadrangular, que de baix a dalt presenten un ritme decreixent. Els arcs de l'últim pis són rebaixats.